# Mathilda Asp
Mathilda Sofia Asp, född Wetterhoff 3 februari 1840 i Tavastehus, död 9 oktober 1920 i Stockholm, var en finländsk gymnastiklärare och feminist. Hon anses som en pionjär inom gymnastikundervisningen i Finland: det var genom hennes ansträngningar som gymnastik blev ett obligatoriskt skolämne även för flickor.[källa behövs]
Hon och hennes make professorn i anatomi Georg Asp, hade ansvar för kvinnokollegiet i Helsingfors 1868–1871, och hon var också aktiv vid makens medicinska träningsanläggning från 1874 till 1890. Hennes undervisning följde Spiess-metoden.
Hon var dotter till domare Georg Adolf Wetterhoff och Juliana Sofia Karolina Stjernvall och syster till Karl Wetterhoff, Onni Wetterhoff och Fredrika Wetterhoff, och var mor till Sigurd Wettenhovi-Aspa.